# Lo que pasó, pasó
 (mars 2018).
Si vous disposez d'ouvrages ou d'articles de référence ou si vous connaissez des sites web de qualité traitant du thème abordé ici, merci de compléter l'article en donnant les références utiles à sa vérifiabilité et en les liant à la section « Notes et références ».
Lo Que Pasó, Pasó  (en anglais : What Happened, Happened) est un single du rappeur portoricain Daddy Yankee de son troisième album studio Barrio Fino. 
Il a été publié en mai 2004.  par Machete Music et El Cartel Records. Il est connu pour être l'une des chansons les plus connues du rappeur.